# Are You There God? It's Me, Margaret.
Are You There God? It's Me, Margaret (bra: Crescendo Juntas; prt: Estás Aí, Deus? Sou Eu, a Margaret) é um filme estaduniense de 2023, do gênero comédia infanto-juvenil, roteirizado e dirigido por Kelly Fremon Craig, baseado no best-seller Are You There God? It's Me, Margaret, escrito por Judy Blume e publicado originalmente em 1970.

## Sinopse
Aos 11 anos de idade, Margaret está de mudança para uma nova cidade e começando a contemplar as grandes questões acerca da vida, da amizade e da adolescência. Em meio a esta fase de grandes descobertas, ela conta com o apoio amoroso de Barbara, sua mãe, que ainda está encontrando seu próprio equilíbrio em um novo lugar, e sua avó Sylvia, em busca da felicidade na próxima fase de sua vida. São três gerações de mulheres lidando com questões de identidade e autoconhecimento, que acabarão por aproximá-las mais do que nunca.

## Elenco
- Abby Ryder Fortson como Margaret Simon
- Rachel McAdams como Barbara Simon
- Kathy Bates como Sylvia Simon
- Benny Safdie como Herb Simon
- Elle Graham como Nancy Wheeler
- Amari Alexis Price como Janie Loomis
- Katherine Kupferer como Gretchen Potter
- Kate MacCluggage como Sra. Jan Wheeler
- Aidan Wojtak-Hissong como Moose Freed
- Landon S. Baxter como Evan Wheeler
- Echo Kellum como Sr. Benedict
- Zackary Brooks como Philip Leroy
- Isol Young como Laura Danker
- Simms May como Norman Fisher
- Mia Dillon como Mary Hutchins
- Gary Houston como Paul Hutchins

## Produção
Em fevereiro de 2020, cinquenta anos após a publicação original de seu livro, a escritora Judy Blume enfim aceitou vender os direitos cinematográficos de Are You There God? It's Me, Margaret, dando o sinal verde para que o produtor James L. Brooks, junto com a diretora e roteirista Kelly Fremon Craig seguissem adiante com a produção de um filme baseado em seu best-seller. Ambos, Brooks e Craig, foram os responsáveis pelo sucesso de crítica e público The Edge of Seventeen, filme de 2016 que Blume amou.
No mês seguinte, foi anunciado que a Lionsgate seria o estúdio a produzir o filme, com uma verba aproximada de US$ 30 milhões. Em fevereiro de 2021, Abby Ryder Fortson e Rachel McAdams foram confirmadas nos papéis principais. Em julho do mesmo ano, o filme terminou de ser produzido, e sua primeira exibição ocorreu no Festival Internacional de Cinema de San Francisco, em 23 de abril de 2023.

## Lançamento
Are You There God? It's Me, Margaret. teve sua pré-estreia no Festival Internacional de Cinema de São Francisco em 23 de abril de 2023, e foi lançado em 28 de abril de 2023, pela Lionsgate Films. Estava originalmente programado para ser lançado em 16 de setembro de 2022.

## Recepção

### Bilheteria
Are You There God? It's Me, Margaret. arrecadou US$ 20,4 milhões nos Estados Unidos e Canadá, e US$ 1,1 milhão em outros territórios, totalizando US$ 21,5 milhões em todo o mundo.

### Resposta da crítica
No site Rotten Tomatoes, Crescendo Juntas obteve uma taxa de aprovação de 99% da crítica especializada e 95% do público. O filme também está sendo lembrado em algumas das principais premiações cinematográficas. O Critics Choice Awards 2023, por exemplo, indicou Are You There God? It's Me, Margaret a duas categorias: Melhor Ator ou Atriz Jovem (Abby Ryder Fortson) e Melhor Roteiro Adaptado (Kelly Fremon Craig). E a edição de 2023 do Gotham Awards indicou Rachel McAdams ao prêmio de Melhor Atuação Coadjuvante.
Em crítica publicada no site da revista Veja São Paulo, a jornalista Barbara Demerov elogiou o filme e destacou a dinâmica entre as personagens interpretadas por Ryder Fortson e McAdams, ressaltando: "Nas cenas entre mãe e filha é onde reside o grande trunfo deste drama: um diálogo honesto e aberto, sem medo de expor sentimentos que poderiam apenas ser esquecidos com o tempo". No portal G1, os críticos Cesar Soto e Célio Silva o incluíram na lista de 10 filmes que marcaram 2023, destacando-o na 7a. posição.